# Momchil Peak
Momchil Peak är en bergstopp i Antarktis. Den ligger i Sydshetlandsöarna. Argentina, Chile och Storbritannien gör anspråk på området. Toppen på Momchil Peak är 180 meter över havet.
Terrängen runt Momchil Peak är kuperad åt nordväst, men åt sydost är den platt. Havet är nära Momchil Peak söderut. Trakten är glest befolkad. Närmaste befolkade plats är Maldonado Station, 10,1 kilometer norr om Momchil Peak. 